# Sörfors
Sörfors is een plaats in de gemeente Sundsvall in het landschap Medelpad en de provincie Västernorrlands län in Zweden. De plaats heeft 125 inwoners (2005) en een oppervlakte van 24 hectare. De plaats ligt aan de smalle strook water, dat het meer en onderdeel van de rivier de Ljungan Marmen en het meer Vikarn van elkaar scheidt.

## Verkeer en vervoer
Bij de plaats loopt de Riksväg 92.